# Раскол Тито—Стаљин
Раскол Тита и Стаљина, или раскол Југославије и СССР-а, односи се на раскол између вођа ФНРЈ и СССР-а, Јосипа Броза Тита и Јосифа Стаљина, што је довело до избацивања Југославије из Комунистичког информационог бироа (Информбиро) 1948. године.
У суштини, спор се сводио на то што је совјетска влада хтела да контролише југословенску унутрашњу и спољну политику, док је југословенска влада, након тешко изборене слободе у Другом светском рату, желела да остане независна и самостална, а не совјетска сателитска држава. Започело је у облику совјетских критика тобожњих грешака у изградњи социјализма те оптужби да Комунистичка партија Југославије (КПЈ) води антисовјетску политику, што је КПЈ одлучно одбацила.
Према новијим истраживањима, позадински разлог сукоба је било Стаљиново супротстављање Титовом покушају да стави под своју контролу Албанију и Грчку у сарадњи са Бугарском, односно да успостави Балканску федерацију, моћни источноевропски блок ван контроле Москве.

## Позадина
Током Другог светског рата, Југославију су окупирале Силе осовине. Постојало је неколико група отпора, али је комунистички покрет који је предводио Јосип Броз Тито преузео власт у земљи, уз совјетску интервенцију Црвене армије. Након испоруке наоружања Југославији 1944-1945. године, Совјетски Савез је очекивао да заузврат има право од Југославије тражити разне уступке. Тито је био прилично лојалан Москви у овом тренутку.
Титова улога у ослобођењу Југославије није само учврстила његов положај у КПЈ и међу југословенским народима, већ му је омогућило да буде чвршћи у инсистирању да Југославија добије више простора да прати своје интересе од других вођа земаља Источног блока, који су имали више разлога (и долазили под већи притисак) да признају совјетске напоре у помоћи ослобођењу својих држава од осовинске контроле. Ово је довело до неких неспоразума између две државе још пре него што се Други светски рат завршио. Иако је Тито званично био Стаљинов савезник после Другог светског рата, Совјети су успоставили шпијунску мрежу у КПЈ још 1945. због чега је између две државе постојало проблематично савезништво.
Одмах по завршетку Другог светског рата, дошло је до заоштравања односа између Југославије и западних Савезника. Након рата, Југославија је припојила Истру, као и градове Задар и Ријеку који су били део Италије од 1920их. Овај потез је ишао у корист словенском становништву регије (углавном Хрватима и Словенцима). Југословенско руководство је желело да припоји и Трст, чему су се противили и западни Савезници и Стаљин. Због овога се десило неколико оружаних инцидената, од којих су највећи обарања америчких транспортних авиона коју су извршили југословенски ловци, због чега су Југославију оштро критиковали и западни Савезници и Стаљин. Од 1945. до 1948. оборена су најмање четири америчка авиона. Стаљин се противио овим провокацијама, јер је сматрао да СССР није спреман да се тако рано супротстави западним Савезницима у отвореном сукобу због губитака у Другом светском рату.
Поред тога, Тито је отворено подржавао комунисте у Грчком грађанском рату, док је Стаљин био уздржан, пошто се договорио са Черчилом да не подржава комунисте у Грчкој због договора о процентима. Тито је планирао да заједно са Бугарском припоји Грчку и Албанију, чиме би настала Балканска федерација, моћан источноевропски блок ван контроле Москве. Стаљин није могао ово да толерише.

## Хронологија догађаја
Међутим, свет је и даље сматрао Југославију и Совјетски Савез најближим савезницима. Ово је било на првом заседању Информбироа 1947, када су југословенски делегати били најоштрији критичари националних комунистичких партија које су сматрали недовољно посвећеним комунизму, нарочито се то односило на италијанске и француске партије јер су ушле у коалиције. Тиме су југословенски комунисти заступали совјетску политику. Чак је за седише Информбироа одабран Београд. Међутим, односи између две државе нису били добри, због бројних несугласица.
Несугласице које су довеле до коначног раскола, од којих се многе могу приписати Титовој усредсређености на Балканско полуострво и његово одбијање да прихвати Москву као врховни комунистички ауторитет. СССР се мешао у југословенску производњу и индустрију јер је хтео робу у корист сопствених интереса. Југословенски комунисти су сматрали да државна предузећа каква су била практикована у Совјетском Савезу не би била ефикасна у Југославији. Тенденција мешања совјетске владе у југословенске унутрашње послове одражавала се у низу захтева, од којих је најдрастичнији био да се формира совјетска обавештајна служба у југословенским установама. Поред тога, Титово размештање војске у Албанији да би спречио ширење грађанског рата у Грчкој на суседне државе (укључујући Југославију), је извршено без консултовања са Совјетима, што је додатно разбеснело Стаљина.
Стаљин је такође био бесан због Титових амбиција да уједини Југославију са Бугарском, са чиме се он у теорији слагао, али је и та идеја била разматрана између Југославије и Бугарске без консултација са Совјетима. Када је Георги Димитров на конференцији за новинаре обелоданио жеље југословенског и бугарског руководства, Стаљин је позвао Димитрова и Титове најближе сарадника Милована Ђиласа и Едварда Кардеља у Москву да разговарају о том питању. Наложио им је да се Југославија и Бугарска уједине, али сада југословенска делегација није желела да прихвати уједињење Југославије и Бугарске, јер би у заједничкој држави порастао удео људи послушних Стаљину. После ових преговора Ђилас и Кардељ су постали убеђени да су југословенско-совјетски односи запали у ћорсокак.
18. и 19. марта 1948. године СССР је повукао све војне и цивилне стручњаке из Југославије, одбио преговоре о закључењу трговинског споразума и претио економским санкцијама. Затим је СССР 27. марта 1948. упутио прво писмо упозорења од Стаљина и Молотова у коме је оптужио југословенско руководство да омаловажавају совјетски социјализам изјавама попут оне да је социјализам у Совјетском Савезу престао да буде револуционаран. Критикован је положај КПЈ у друштву („утопљеност“ у Народни фронт). Оно је такође тврдило да КПЈ није довољно демократска и да не делује као авангарда која ће одвести земљу у социјализам. Стаљин је даље додао: „не можемо сматрати овакав начин организације Комунистичке партије као истински марксистичко-лењинистички или бољшевички. Нико не осећа било какву политику класне борбе у југословенској партији“. Критиковани су Милован Ђилас, Александар Ранковић, Борис Кидрич и Светозар Вукмановић Темпо, али још увек не Тито и Кардељ.
Југословенски одговор од 13. априла је било чврсто одбацивање совјетских оптужби, бранећи и револуционарну природу КПЈ и потврдивши своје поштовање према Совјетском Савезу. Писмо је споменуло Андрију Хебранга и Сретена Жујовића да Совјетском Савезу достављају нетачне информације и изражено је неслагање са стварањем совјетске обавештајне мреже у Југославији. Међутим, КПЈ је је такође напоменула да „ма како неко од нас волио... СССР, он не смије ни у ком случају мање вољети своју земљу“ Совјетски одговор од 4. маја је био оштрији од првог писма, оптужио је директно Тита и Кардеља и опоменуо КПЈ да није признала и исправила своје грешке и ишао даље да напада КПЈ да је превише поносна на своје успехе против Немаца, подсетивши да КПЈ нема већих заслуга од других партија и да их је Црвена армија практично „спасила од уништења“ и довела на власт. Писмо је послато и осталим партијама из Информационог бироа. 6. маја смењени су Сретен Жујовић и Андрија Хебранг и сутрадан ухапшени. Одговор КПЈ од 17. маја је био оштар на совјетске покушаје омаловажавања партизанског покрета и да је због неравноправности немогуће пристати да се ствар решава пред Информбироом. 20. маја је заказан Пети конгрес КПЈ.
Састанак Комунистичког информационог бироа се одржао у дворцу код Букурешта од 20. до 22. маја. Михаил Суслов је 22. маја упутио писмо Титу, којим је позван у Букурешт на састанак Информбироа, што је Тито одбио, уз подсећање да је КПЈ у септембру 1947. критиковала КП Италије и КП Француске, а сада не жели да прими критику. У одсуству Југославије донесена је Резолуција, која ће бити објављена 28. јуна. Резолуција Коминформа 28. јуна 1948. изнела је осуду југословенског руководства оптуживши их да одступају од марксизма-лењинизма, воде непријатељску политику према СССР, напуштају позиције радничке класе и теорију класне борбе („неправилна политика на селу“), да су препустили да Народни фронт буде водећа снага у земљи (уместо КПЈ), да у КПЈ влада бирократски режим („нема унутрашње партијске демократије“) и позвали „здраве елементе“ да присиле руководство да се врате интернационализму или да их смене. Југославија је искључена из Информбироа, наводећи као разлог националистичке елементе који су успели у претходних пет или шест месеци да стекну доминанте положаје у КПЈ. Резолуција је упозорила Југославију да је на путу повратка у буржоаски капитализам, због својих националистичких и независних ставова.
Уместо да попусти, југословенско руководство је одлучило да изнесе сукоб у јавност. Борба је 30. јуна објавила Резолуцију Информбироа, уз одговор ЦК КПЈ. Од 21. до 28. јула на Топчидеру је одржан Пети конгрес КПЈ, на коме је дата подршка врху партије и осуђени су напади Информбироа, али не и Стаљин. ЦК КПЈ је реизабран, осим Хебранга и Жујовића. Код Вршца у ноћи између 11. и 12. августа при покушају прелаза границе и прелаза на совјетску страну убијен је генерал Арсо Јовановић, генерал Бранко Петричевић је ухапшен, док се Владо Дапчевић успео да врати у Београд, где је ухапшен после неког времена.

## Последице
Титово не Москви довело је до великог метежа у СССР-у. Стаљин је након победе у Другом светском рату имао апсолутну моћ те је било какво одбијање било врло опасно, а није било искључено ни да совјетски војници не започну и рат са Југославијом. Карло Штајнер, југословенски комуниста који је тада недужан издржавао 20-годишњу казну у совјетским логорима, у својој књизи 7000 дана у Сибиру наводи да је недуго након тог догађаја позван од НКВД-а на саслушање те да су му понудили да јавно оцрни Тита и КПЈ у замену за раније пуштање на слободу, што је он одбио. Официри НКВД-а су тада изјавили:
Дани југословенских издајица су одбројани. Ви знате да смо згазили колоса као што је била Хитлерова Немачка. С Југославијом ћемо бити готови за неколико сати.
Стаљин је увео економску блокаду Југославије, совјетска војска је изводила војне вежбе уз источне југословенске границе, а покренута је и нова чистка комунистичких партија у источној Европи како би се искоренио титоизам. Између 1948. и 1952. Совјетски Савез је охрабривао своје савезнике да обнове своје армије, нарочито Мађарску која би требало да буде водећа снага у евентуалном рату са Југославијом. Албанија је прекинула дипломатске односе са Југославијом те истакла претензије према Косову, док је Бугарска изнела територијалне претензије према НР Македонији. Овакав притисак само је отежала суша у Југославији 1950, као и затегнути односи према Западу због питања Трста, али се САД укључила те је пружила помоћ у храни у вредности од 9,5 милиона $. Помоћ САД је настављена и наредних година, како би се поткопао Стаљинов покушај хегемоније у источној Европи.
Тито је раскинуо односе са источноевропским земљама тек средином 1950-их кренуо у стварање покрета несврстаних. Због своје позиције између двеју страна у Хладном рату, Југославија је усвојила политику националне самоодбране и преместила фабрике оружја у средиште државе. Око 500 југословенских комуниста у СССР-у одбили су тада да се врате натраг у Југославију. И у самим редовима партије, око 55.000 чланова или 12% саме КПЈ, је стало на страну совјетског Коминформа. Титов одговор, како би сузбио стаљинисте у сопственим редовима био је оштар: око 16.000 је ухапшено и послато у радне логоре, углавном на Голи оток, док је 5.000 емигрирало. Укупно је око 172.000 људи ухапшено у Југославији од 1948. до 1952. године. Тито је тако преживео, ојачао углед Југославије у свету те надживео Стаљина чак 27 година. Велика помоћ биле су САД, које су Југославији доставиле модерно оружје, али и Корејски рат који је совјетској влади задао додатне проблеме на истоку. Овај раскол се каткад узима као једна од Стаљинових најгорих стратешких грешака: уместо да је дао Југославији аутономију, дао јој је могућност да постане супарничка комунистичка држава, те је отворен пут за друге верзије комунизма независне о СССР-у, па и будуће побуњенике у НР Кини.
Тек након Стаљинове смрти 1953, почела је нормализација односа СССР-а и Југославије. Нови вођа Совјетског Савеза Никита Хрушчов је одбацио Стаљинову политику, склопио мир са Титом, потписао са Титом Београдску и Московску декларацију и Југославија је поново примљена у братство социјалистичких држава. Ипак, односи између две државе никада нису потпуно обновљени, а Југославија је наставила да води независтан пут у међународној политици, основала Покрет несврстаних и клонила се утицаја и Истока и Запада. ЈНА је имала два званична одбрамбена плана, један против инвазије НАТО пакта, а други против инвазије земаља Варшавског пакта. Хрушчов и Михаил Горбачов, су се касније извинили властима Југославије и окривили Стаљина због раскола.
28. фебруара 1953. основан је Балкански пакт у Анкари, а ступио на снагу 29. маја 1953. године. То је био војно-политички савез у оквиру НАТОа који су чинили Југославија, Грчка и Турска. Пакт је требало да служи као средство одвраћања Совјета од експанзије на Балкан и њиме је, поред осталог, била предвиђена сарадња генералштабова страна уговорница, у циљу доношења координираних одлука њихових влада по питањима одбране. У тренутку закључивања споразума, Турска и Грчка биле су чланице Организације Северноатлантског споразума (НАТО), коме су се прикључиле истовремено, 18. фебруара 1952. године. Балкански пакт омогућио је Југославији да се посредно повеже са НАТО по геополитичким питањима. Планирано је да се Југославија неформално интегрише у западни систем одбране и систем економске помоћи, имајући у виду претње које је и даље добијала из Москве.